# Argyrodes wolfi
Argyrodes wolfi là một loài nhện trong họ Theridiidae.
Loài này thuộc chi Argyrodes. Argyrodes wolfi được Embrik Strand miêu tả năm 1911.